# Cascade de Gairaut
La cascade de Gairaut est une large chute d’eau artificielle construite au XIXe siècle sur la commune de Nice, dans le quartier de Gairaut.

## Description
Elle est située (côte : 245) sur la colline homonyme et commémore le terminal d’arrivée des eaux du canal de la Vésubie en 1883.
La cascade s’écoule dans différents bassins de chute surmontés d’un chalet alpin en bois travaillé. L’ensemble du site est aménagé de grottes avec fausses stalactites et d’accessoires en rocaille de ciment armé imitant des branches de bois. Au début du XXe siècle, la cascade est une étape incontournable des circuits d’excursion du pays niçois, et les guides touristiques ainsi que la presse locale de l’époque ne manquent pas de recommander ce site au décor typique et au panorama exceptionnel auprès de leurs lecteurs. 
Aujourd'hui encore, elle continue d’oxygéner l’eau de la Vésubie et d'être un lieu de promenade pour de nombreux visiteurs.
L'ensemble des bassins, cascades, grottes de rocaille et le chalet fait l’objet d’une inscription au titre des monuments historiques depuis le 28 novembre 2001.

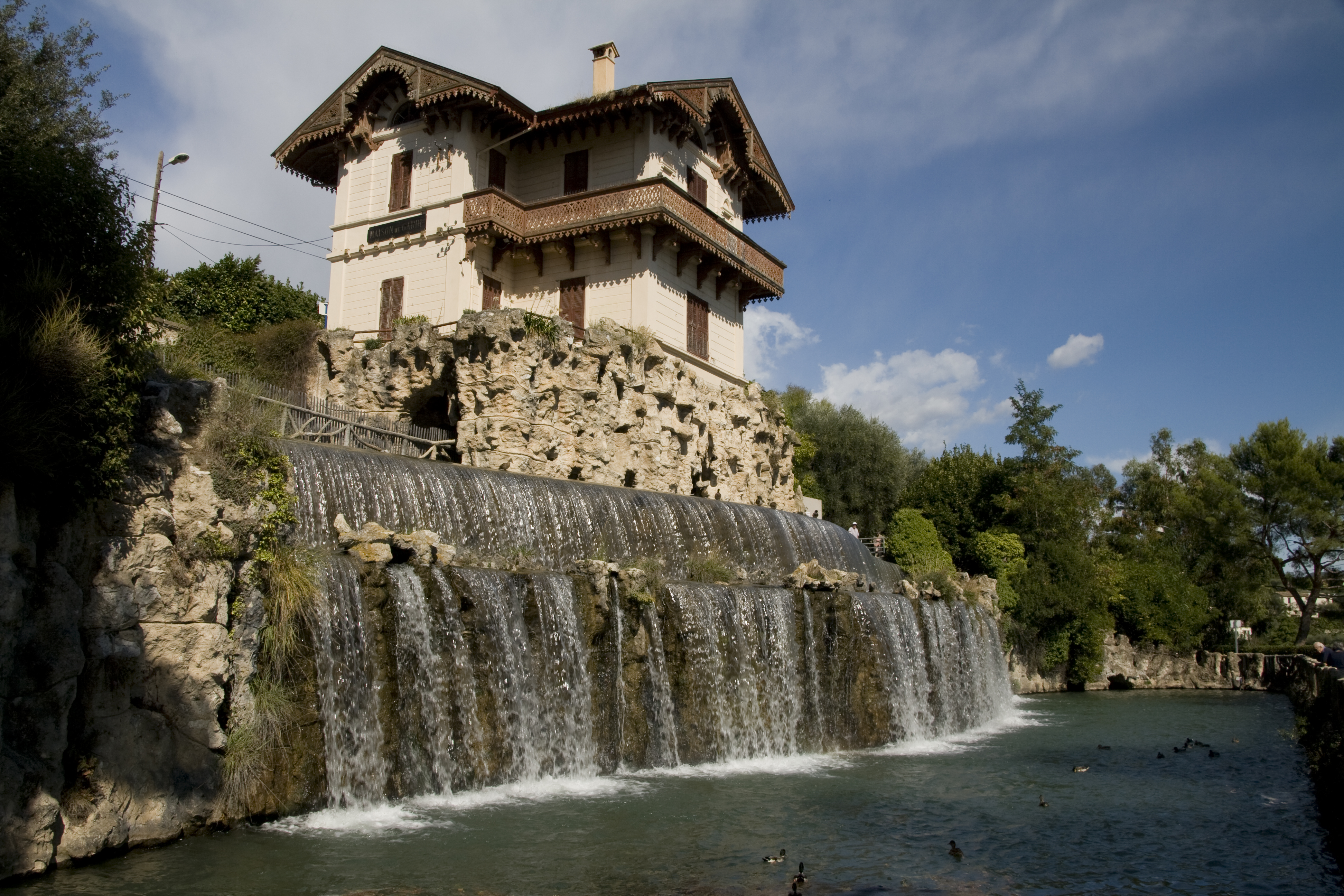
La cascade de Gairaut en 2011.